# Campionati mondiali di tiro a volo 1950
I campionati mondiali di tiro 1950 furono l'ottava edizione dei campionati mondiali di questo sport e si disputarono a Madrid. La squadra più medagliata fu l'Italia.

## Risultati

### Uomini

#### Fossa olimpica
| Evento      | Oro                                                        | Oro       | Argento                                                | Argento   | Bronzo                                                          | Bronzo    |
| Evento      | Atleta                                                     | Risultato | Atleta                                                 | Risultato | Atleta                                                          | Risultato |
| Individuale | Carlo Sala                                                 | 296       | Italo Bellini                                          | 293       | Giulio Prati                                                    | 290       |
| A squadre   | Italia Carlo Sala Italo Bellini Giulio Prati Giacomo Prati | ?         | Grecia Jean Coutzis Manfredi George Coutzis Lynardakis | ?         | Spagna Mascort Amigo Serrahima V. Sarasqueta Rafael Juan Garcia | ?         |

#### Skeet
| Evento      | Oro           | Oro       | Argento        | Argento   | Bronzo        | Bronzo    |
| Evento      | Atleta        | Risultato | Atleta         | Risultato | Atleta        | Risultato |
| Individuale | Gerard Batten | 98        | William Mariot | 94        | Carola Mandel | 92        |

## Medagliere
Nazione ospitante
| Posiz. | Nazione       | Oro | Argento | Bronzo | Totale |
| ------ | ------------- | --- | ------- | ------ | ------ |
| 1      | Italia        | 2   | 1       | 1      | 4      |
| 2      | Stati Uniti   | 1   | 0       | 1      | 2      |
| 3      | Grecia        | 0   | 1       | 0      | 1      |
| 3      | Gran Bretagna | 0   | 1       | 0      | 1      |
| 5      | Spagna        | 0   | 0       | 1      | 1      |